# Sara Amato
Sara Amato (Martinez (Californië), 13 november 1980) is een Amerikaans professioneel worstelaarster die werkt voor de WWE waar ze de eerste vrouwelijke trainer is op hun opleidingscentrum, NXT Wrestling.
Voordat Amato voor de WWE werkte, in juli 2012, was ze met haar ringnaam Sara Del Rey vooral bekend van haar tijd bij verscheidene worstelorganisaties zoals Shimmer Women Athletes, van 2005 tot 2012, Chikara, van 2006 tot 2012, en Ring of Honor, van 2006 tot 2012.

## In het worstelen
- Finishers
  - LeBell Lock / Yes! Lock (2010-heden; geadopteerd van Bryan Danielson)
  - Royal Butterfly
  - Spike piledriver

- Signature moves
  - Bridging fallaway slam
  - Headbutt
  - Hip attack

- Managers
  - Doctor Don Bootz
  - Larry Sweeney
  - Chris Hero
  - Claudio Castagnoli

## Prestaties
- Canadian Wrestling Revolution
  - CWR Women's Championship (1 keer)

- Chikara
  - Torneo Cibernetico (2011)

- Impact Zone Wrestling
  - IZW Women's Championship (1 keer)

- Jersey All Pro Wrestling
  - JAPW Women's Championship (1 keer)

- Ohio Championship Wrestling
  - OCW Women's Championship (1 keer)

- Pro Wrestling WORLD-1
  - SUN Championship (1 keer)

- Ring of Honor
  - Undisputed World Intergender Heavyweight Tag Team Championship (1 keer: met Chris Hero)[1]

- Remix Pro Wrestling
  - RPW Women’s Championship (1 keer)

- Shimmer Women Athletes
  - Shimmer Championship (1 keer)
  - Shimmer Tag Team Championship (1 keer: met Courtney Rush)